# Armando Faruk Ali
Armando Faruk Ali – mozambicki piłkarz grający na pozycji obrońcy. W swojej karierze grał w reprezentacji Mozambiku.

## Kariera reprezentacyjna
W 1986 roku Ali został powołany do reprezentacji Mozambiku na Puchar Narodów Afryki 1986. Na tym turnieju rozegrał trzy mecze grupowe: z Wybrzeżem Kości Słoniowej (0:3), z Senegalem (0:2) i z Egiptem (0:2).